# Curry & Coco
Curry & Coco (parfois aussi orthographié Curry and Coco) est un groupe de musique français, originaire de Lille, composé de Sylvain Przybylski aux claviers et au chant, et de Thomas Priem à la batterie.

## Biographie
Fondé en 2006, le groupe fait son apparition dans les médias en 2008 pour avoir composé et interprété en direct la bande-son du défilé automne-hiver du créateur de mode français Jean-Charles de Castelbajac. Ils sont la même année les lauréats du concours CQFD des Inrockuptibles, et une version démo de leur titre "Sex Is Fashion" apparaît sur la compilation "Un été 2008" du magazine.
Entre 2008 et 2010, le rythme de tournée du groupe s'accélère. Leur réputation scénique les amène à se produire de plus en plus régulièrement en France, mais aussi à l'étranger. Le Royaume-Uni, l'Allemagne, la Belgique, l'Espagne, la Grèce, la Russie et l'Ukraine accueilleront leurs concerts pendant cette période.
L'automne 2009 marque la rencontre du groupe avec le producteur et musicien anglais David Kosten, a.k.a Faultline (en), connu pour ses collaborations avec Bat For Lashes et Joseph Arthur. Le groupe part enregistrer son premier album, "We Are Beauty", à cette période, dans le studio londonien du producteur.
En février 2010 sort le premier maxi du groupe, intitulé Sex Is Fashion. Sorti uniquement en digital et vinyle, il comprend deux titres extraits du futur album - "Sex Is Fashion" et "Who's Next?" - ainsi que des remixes de "Sex Is Fashion" par The Emperor Machine et Fulgeance. Un clip home-made sorti sur Internet illustre le titre "Who's Next?".
We Are Beauty, premier album du groupe, sort le 12 avril 2010 en digital, CD et vinyle. Le titre "Top Of The Pop" est alors mis en avant sur Internet par le biais d'un nouveau clip coréalisé par le groupe, et d'une série de remixes du titre disponibles en téléchargement gratuit, notamment par le groupe français Fortune.
La sortie de l'album voit la notoriété médiatique du groupe s'amplifier, avec notamment une apparition live dans l'émission musicale Louise contre-attaque de France4, dans "La Musicale" de Canal+, l'utilisation du titre "Sex Is Fashion" en illustration sonore du "Petit Journal de Cannes" de Yann Barthès sur la même chaîne, et la présence du titre "Who's Next?" sur la compilation "Un Printemps 2010" des Inrockuptibles.

## Style musical et esthétique
Lors de ses interviews, le groupe définit sa musique par le terme Pop De Danse. On retrouve ce terme, en français dans le texte, dans les interviews données par le groupe en anglais.
L'une des particularités de Curry & Coco est d'être un duo batterie / claviers et chant, formation assez rare dans la musique pop moderne. Ils définissent eux-mêmes leur formation comme une version minimale du groupe pop traditionnel, Thomas Priem effectuant les parties rythmiques et les chœurs tandis que Sylvain Przybylski assure le chant principal et les mélodies basses et aiguës sur deux claviers différents.
Les prestations live de Curry & Coco sont singularisées par l'énergie brute dégagée par le duo, et l'absence de bandes pré-enregistrées souvent utilisées par les groupes pop modernes. Le groupe fait régulièrement part de son attachement à cette forme d'honnêteté musicale lors de ses interviews.
L'utilisation exclusive d'instruments datant de la fin des années 1970 et du début des années 1980 forge le son particulier du groupe, et l'influence de la disco et du mouvement post-punk se traduit dans ses choix musicaux et esthétiques.

## Discographie

### Maxis
- Sex Is Fashion (2010 - Peermusic)

1. Sex Is Fashion
2. Who's Next?
3. Sex Is Fashion (The Emperor Machine Extended Vocal Mix)
4. Sex Is Fashion (Fulgeance Remix)
5. Sex Is Fashion (The Emperor Machine Re-stretched Dub) (titre disponible uniquement sur la version numérique)

### Albums
- We Are Beauty (2010 - Peermusic)

1. Who's Next?
2. Top Of The Pop
3. Sex Is Fashion
4. Meteors
5. Dancing Like A Monkey
6. Jeannie
7. Yummy Mummy
8. Ultrasonic
9. Party Ashes
10. Boys From The North
11. Sex Is Fashion (Remix By Auto) (titre disponible uniquement sur la version numérique)